# جورج دنلوب (لاعب كريكت)
جورج دنلوب (28 يوليو 1846 - 7 يونيو 1929) (بالإنجليزية: George Dunlop)‏ هو لاعب كريكت بريطاني (وحمل سابقاً جنسية المملكة المتحدة لبريطانيا العظمى وأيرلندا).